# Casa Ricasoli
Casa Ricasoli, o Sacconi Becattini,  è un edificio storico del centro di Firenze, situato tra via dell'Isola delle Stinche 2, via Torta e piazza San Simone.

## Storia e descrizione
Pur non presentando attualmente elementi di particolare pregio, sorge su antiche preesistenze e vanta proprietà di nobili famiglie fiorentine. In origine fu della famiglia Ricasoli, che in questa zona possedette numerose case con botteghe e tintorie, poi dei Sacconi del Drago.
A questi ultimi sono riferibili le armi sugli scudi che ricorrono sia sul fianco che guarda alla piazza, sia sulla cantonata di via Torta (d'azzurro, a tre papaveri impugnati d'oro), quest'ultimo abraso e leggibile solo facendo riferimento al primo. Sul portone, invece, è l'arme della famiglia Becattini del Lion nero di Santa Croce (d'azzurro, alla torre al naturale, sormontata da una stella a sei punte d'oro, e accompagnata dalle lettere maiuscole B, C, T, ordinate in punta, d'argento).
Sulla cantonata di via Torta, dove poche bozze in pietraforte ricordano l'antica fondazione, si trova una nicchia rettangolare con sportello, contenente una Madonna col Bambino in stucco, copia forse seicentesca di un rilievo di Luca della Robbia. Più in basso, su via Isola delle Stinche, si trova la nicchia che conteneva l'olio della lanterna dell'immagine sacra e poteva raccogliere le elemosine, che in epoca recente è stata scambiata per una finestrella per il vino, come nel repertorio di Bargellini e Guarnieri.

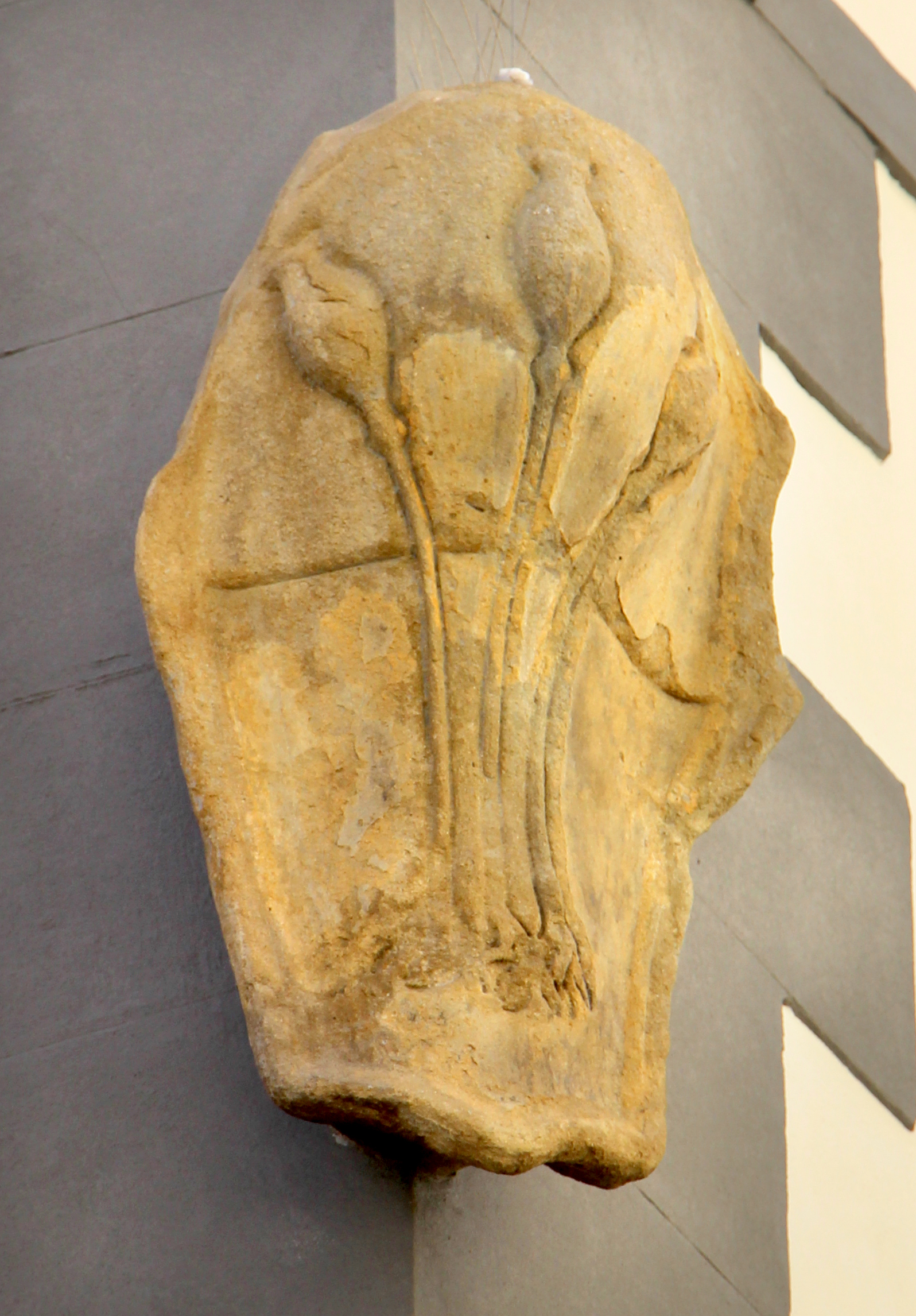
Stemma Sacconi del Drago
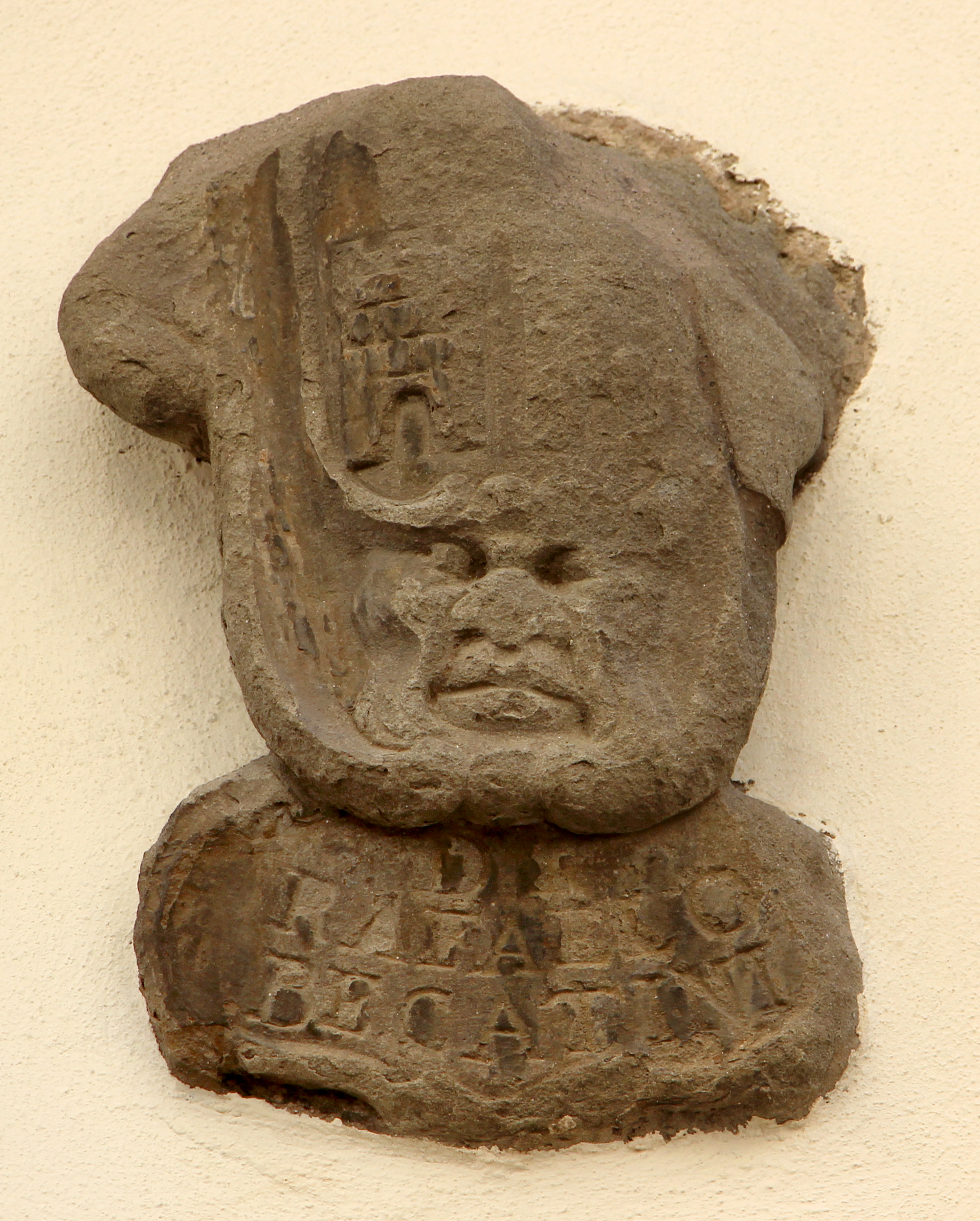
Stemma Becattini con iscrizione
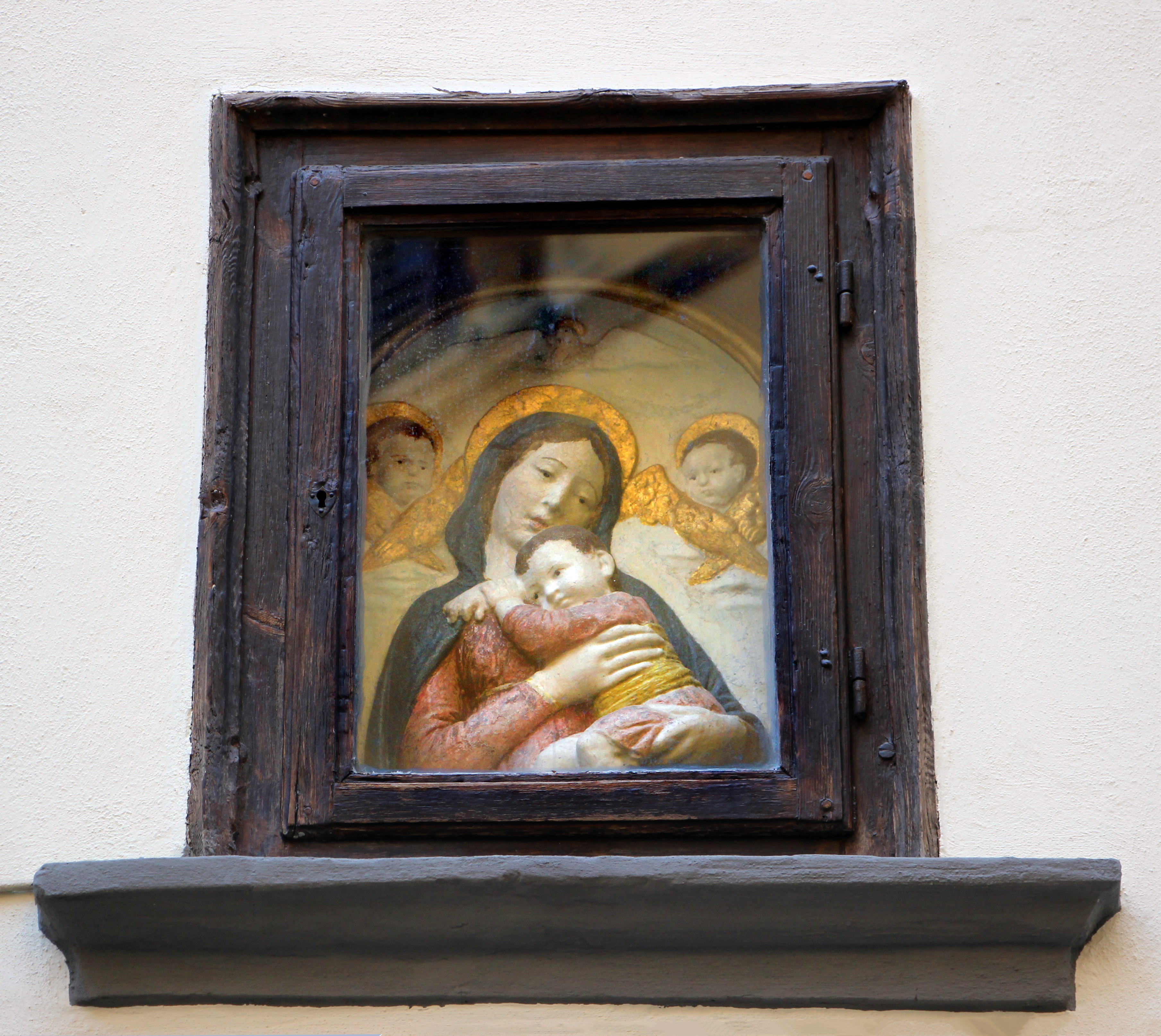
Tabernacolo sulla casa Ricasoli
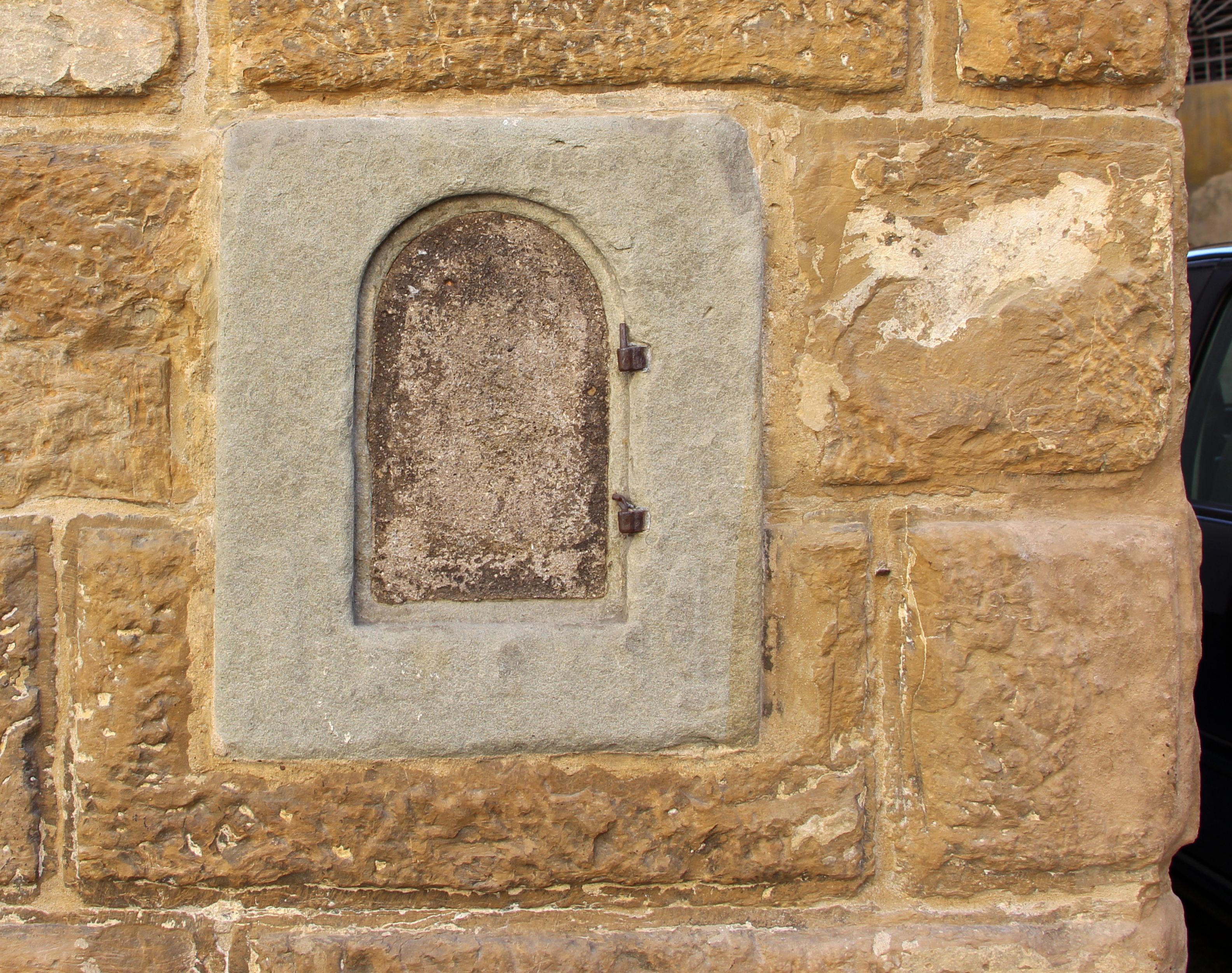
Buca per le elemosine e olio del tabernacolo